# جیا سیداو
جیا سیداو (انگلیسی: Jia Sidao؛ 1213 – ۱۲۷۵ (۶۱−۶۲ سال)) صدراعظم اهل دودمان سونگ در چین بود. وی برادر کوچکتر یکی از زنان محبوب در حرمسرای امپراتور لی زونگ بود که متعاقباً با امپراتور دوزونگ نیز رابطه مطلوبی برقرار کرده بود و در نبرد مغول-سونگ (نبرد شیانگ یانگ) و همچنین یک برنامه ملی کردن در دهه ۱۲۶۰ نیز فعالیت داشت. جیا پس از ناکامی در دربار در سال ۱۲۷۵ توسط فردی مزدور توسط دربار ترور شد.